# José Teruel Vidal
José Teruel Vidal (1944) is een hedendaags Spaans componist en dirigent.

## Biografie
Teruel Vidal was na zijn studie van compositie en orkestdirectie als freelance-componist en dirigent werkzaam. Zo is hij onder andere dirigent van de Banda di Música Unió Musical "El Xúquer" in Sumacárcer, Valencia en van de Banda de Música Societat Protectora Musical d'Antella, Valencia. 
Als componist schreef hij werken voor harmonieorkest en koren. 

## Composities

### Werken voor banda (harmonieorkest)
- 1992 Selam Tuareg
- 2 Canciones
- 2 Canciones Valencianas
- Aã‘Oranzas Festivas, marcha
- Al Paso de la Guardia, marcha
- Alegre Navidad
- Antonio Varela, marcha
- Adeste fideles
- Arabian
- Artes Taurinas, Guriguay, paso-doble
- Bandoleros, paso-doble
- Caballeros de la mano alada
- Canciones de Palacio
- Con Gallardia, paso-doble
- Coronel R. Hernandez, marcha
- De la Losilla al Porton
- De Verde y Plata, A Manolo Montoliu
- Desfile en Le Havre, marcha
- Dime Niaño de quien eres
- Ecos Sajeaños
- El Angel y los Pastores
- El Pequeaño Tamborilero
- Eva
- Git along little Dogies
- Godelleta
- Gualco musical
- Guardia de Granaderos
- Hay del Chiquirritin
- Imajaren
- Impresiones festivas
- Jacaranda Albaicin, paso-doble
- Jocs per a Eva, fanfare
- José Luís Valero, paso-doble
- Jucais, paso-doble
- La virgen va Caminando
- La Xaquera Vella
- Los Peces en el Rio
- Los tres Mosqueteros del Rey
- Mari Nieves Gomez, paso-doble
- Maria Magdalena
- Marisa Granja, paso-doble
- Me gutsa mi novio, paso-doble
- Mediterrania, paso-doble
- México
- Milagro Murillo, paso-doble
- Modalum de Sax
- Negros Veteranos, marcha mora
- Opera Flamenca, paso-doble
- Orba
- Pascual "El Mellat", marcha mora
- Pepe Iglesias, paso-doble
- Pequeñas canciones
- Pinceladas de Offenbach, marcha
- Polca, voor klarinet en harmonieorkest
- Por Europa, paso-doble
- Protectora musical
- Rafael Estevan, paso-doble
- Rapsodia Navideña
- Ratsak
- Rayos y truenos
- Roberto Navajas
- Santisimo Cristo de la agnonia
- Serraniegos, paso-doble
- Sierra de Mariola
- Yo soy la Inmaculada concepcion

#### Villancico's
- Campanas de Navidad
- Campana sobre Campana
- Destellos Navideños, Poema Navideño 
  1. El Nacimiento
  2. La Noche buena
  3. La Noche vieja
  4. Los Reyes Magos
- Fun, Fun, Fun...
- Los Campanilleros
- Navidades blancas
- Noche de Paz
- Una Pandereta Suena
- Ram pa ta plam
- Rin, rin...
- Titaina
- Una Pandereta Suena
- Ya Viene la Vieja